# 雷公岛水产养殖场
雷公岛水产养殖场，是中华人民共和国江苏省鎮江市扬中市下辖的一个类似乡级单位。

## 行政区划
下辖以下地区：
水产养殖场虚拟生活区。